# 花園 (京都市)

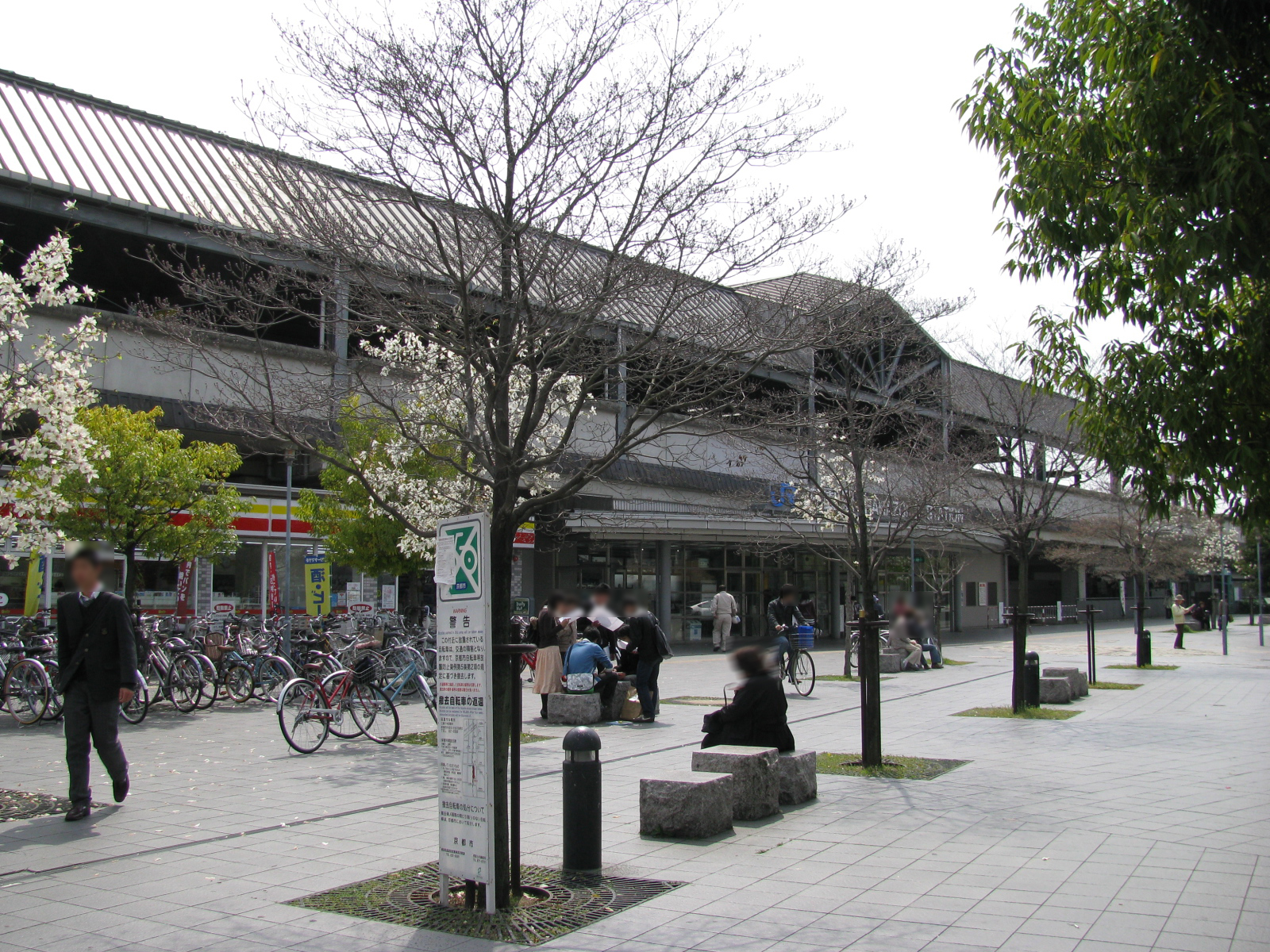
花園駅

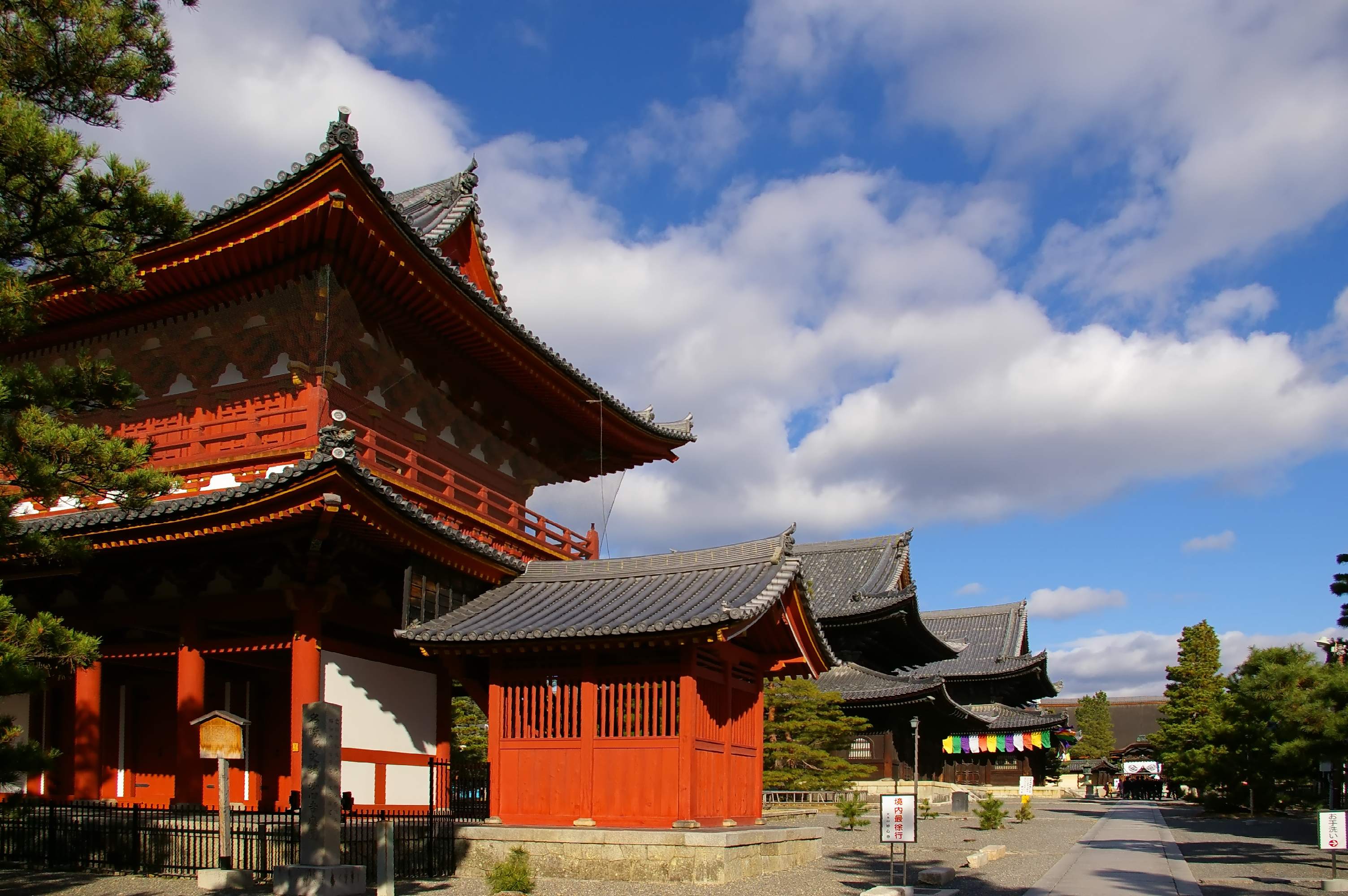
妙心寺

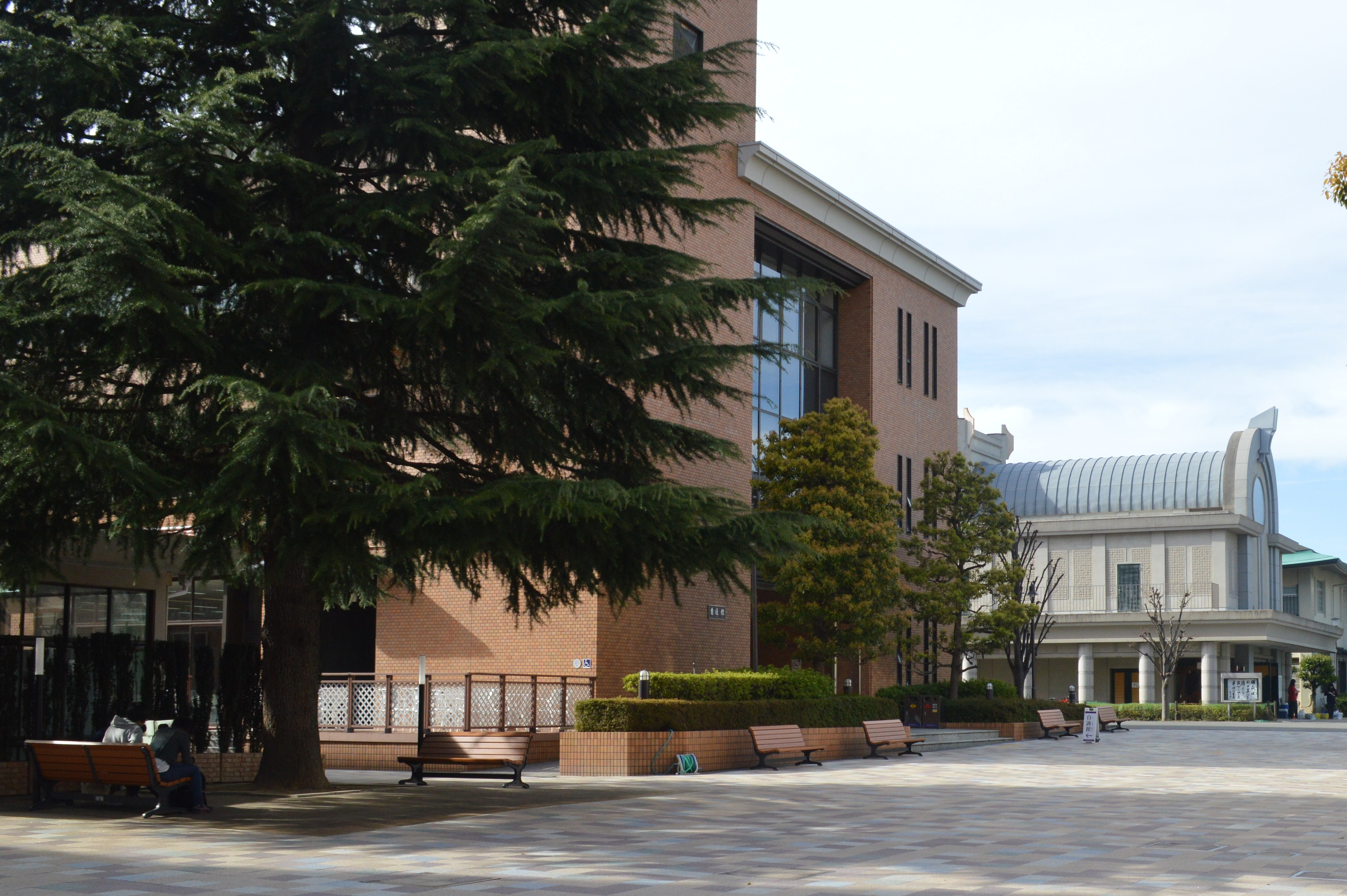
花園大学

花園（はなぞの）は、京都市右京区の地名である。

## 概要

### 地名の由来
地名の由来は、法金剛院である。法金剛院は、平安時代、右大臣、清原夏野が建立した山荘をその没後に寺としたものである。
夏野が山荘近辺に珍奇な草花を植えたことから、花園と呼ばれるようになったとされる。
鳥羽天皇の中宮、待賢門院が法金剛院に極楽浄土を再現する庭園を造立し、栄華を極めた。現在でも、法金剛院は「蓮の寺」として知られている。 
また、この地には、花園法皇の離宮があり、後に離宮は、関山慧玄を迎えて禅刹として改められ、妙心寺となった。
妙心寺の宗門校として、花園中学校・高等学校、花園大学が、この地に開設されている。西部には古墳のある双ヶ丘がそびえている。

## 交通アクセス

### 鉄道
- JR西日本山陰本線（嵯峨野線） : 花園駅

### 軌道
- 京福電気鉄道北野線 : 妙心寺駅

## 地域サイト
- 京-花園ドットコム

座標: 北緯35度01分07.0秒 東経135度43分03.8秒 / 北緯35.018611度 東経135.717722度